# Cselényi Pál
Cselényi Pál, született: Czipfinger Pál József (Székesfehérvár, 1885. március 8. – Budapest, 1963. november 19.) magyar hitelintézeti igazgató, jogi doktor, kormányfőtanácsos, országgyűlési képviselő.

## Élete
Czipfinger Károly nyomdász és Szöllősi Anna római katolikus szülők gyermekeként született. Középiskolai tanulmányait a Jézus Társasága kalocsai főgimnáziumában végezte, majd a budapesti tudományegyetem jogi karán folytatott tanulmányokat, melyek végén ugyanott jogi doktorrá avatták.
Az első világháború kitörésekor mint tartalékos zászlós vonult be, és 1918 novemberében tartalékos főhadnagyként szerelt le. A háború alatt főleg az orosz harctéren szolgált, ahol számos ütközetben vett részt; miután harcképtelenné vált, a megszállt Szerbiában, a front mögött teljesített szolgálatot. Katonai érdemeiért több kitüntetést is szerzett: elnyerte a koronás arany érdemkeresztet, a bronz és a kisezüst vitézségi érmet, valamint a Signum Laudist és a Károly-csapatkeresztet.
Szakmai pályáját a Kisbirtokosok Országos Földhitelintézetének jogi osztályán kezdte, onnan került a Nemzeti Hitelintézethez. Utóbbinak először a IX. kerületi fiókintézetét vezette, később az intézet főtitkárává, végül pedig igazgatójává lépett elő. Eközben számos külföldi tanulmányúton járt szerte Európában, különösen az északi államok fővárosait, s az ottani gazdasági viszonyokat vizsgálta.
Budapesten már korán bekapcsolódott a város társadalmi és egyesületi életébe. Egyik alapítója volt, s később országos elnöke lett a Keresztény Pénzintézeti Tisztviselők Országos Szövetségének, elnöke a csúcsszervezetként számos nemzeti-keresztény érdekképviseletet magában foglaló Magánalkalmazotti Szervezetek Nemzeti Blokkjának és a Mátyás Király Városi Társaskörnek; társelnöke a Budai Torna Egyletnek és a Pénzügyi Tisztviselők Sportklubjának.
1931-ben választották be Budapest főváros törvényhatósági bizottságába, a Keresztény Községi Párt programjával. A törvényhatósági életben főként szociális, pénzügyi és gazdaságpolitikai kérdésekkel foglalkozott, több ilyen területeken működő bizottságnak, választmánynak is tagja volt. 1939-ben országgyűlési képviselőnek is megválasztották, mandátumát a Magyar Élet Pártja budapesti I. választókerületi listájáról nyerte el.
1925. május 23-án Budapesten feleségül vette Varga Klárát.